# Berekfürdő
Berekfürdő – wieś na Węgrzech położona w pobliżu miasta Karcag. Liczba ludności wynosi 1065 osób wedle danych z 2024 r..

## Historia
W 1928 r. na terenie, gdzie obecnie znajduje się miejscowość Berekfürdő, odnaleziono potężne źródło wody termalnej. W tym samym toku założono pierwszy tymczasowy ośrodek kąpielowy, a miejsce to szybko przekształciło się w popularne uzdrowisko z uwagi na własności lecznicze bogatej w minerały wody, zawierającej potas, magnez, siarkę, jod i brom.
W latach 30-ych i 40-ych XX wieku miejscowość stale się rozrastała poprzez budowę stałych obiektów kąpielowych, basenów, hotelu oraz huty szkła. W 1935 r. dokonano analizy tutejszej wody i stwierdzono, iż „wodę termiczną z Berekfürdő, z uwagi na większą koncentrację i ilość minerałów, można uznać za wodę o wyższej wartości od tej w Szoboszló i Debreczynie”.
Pomimo rozbudowy okolicznych miejscowości w latach 60-ych i 70-ych, rozwój Berekfürdő spowolnił z uwagi na obecność radzieckiej bazy wojskowej w pobliżu. Jednak w 1974 r. wody Berekfürdő zostały oficjalnie zatwierdzone jako lecznicze, co doprowadziło do poprawy infrastruktury i udogodnień turystycznych wokół miejscowości. Sprawiło to, że pod koniec XX wieku Berekfürdő ostatecznie przekształciło się w dobrze wyposażoną wioskę uzdrowiskową.